# Mit løberliv
Mit løberliv, en bog om et menneske i bevægelse, om løberen Allan Zachariasen (f. 1955), som beretter om sit liv og karriere og skildrer baggrunden for Danmarks opfostring af en hel generation af langdistanceløbere i 1980'erne.
Udgivelsessted Bjerringbro Danmarks Løberskole (Trykcentralen Fyn, Kerteminde), 1999, ISBN 87-986528-2-6.
Fysisk beskrivelse af bogen, 296 sider, illustreret.